# Arroyo del Medio (Arroyo Juan Fernández)
Der Arroyo del Medio ist ein Fluss im Norden Uruguays.
Er entspringt auf dem Gebiet des Departamento Artigas im Übergangsbereich der Cuchilla Yacaré Cururú und der Cuchilla de Belén nordwestlich der Quelle des Arroyo Cuaró Grande. Von dort fließt er in nordnordöstliche Richtung und mündet als rechtsseitiger Nebenfluss im Arroyo Juan Fernández.